# Muslimanska narodna organizacija
Muslimanska narodna organizacija (MNO) bila je politička stranka osnovana 1906. godine u Bosni i Hercegovini, tada formalno dijelu Osmanskog Carstva, a stvarno pod okupacijom Austro-Ugarske. Njezin osnivač i prvi predsjednik bio je Alibeg Firdus. Imala je i svoje glasilo: Musavat (jedinstvo).
Uglavnom su je činili begovi i imućniji muslimanski zemljoposjednici, ali je uživala veliku popularnost među širim muslimanskim stanovništvom. Evoluirala je od Pokreta muslimana za vjersko-prosvjetnu autonomiju. Povremeno je surađivala sa Srpskom narodnom organizacijom. Na izborima za Bosanski sabor 1910. godine osvojila je sve mandate predviđene za muslimane.
U svojem programu MNO je na prvome mjestu zahtijevao muslimansku vjersku i vakufsko-mearifsku autonomiju i političku, tj. državnopravnu autonomiju, ali se je nakon dobivanja autonomije 1909. posvetio i pitanju agrarne reforme. Agrarni program MNO-a u osnovi sadrži zahtjev da se seljak oslobodi svog kmetskog prava i time pretvori u običnog najamnog radnika ili zakupca na veleposjedu.
MNO je bila protuaustrijska i sa srpskom politikom povezana organizacija. Nasuprot njoj, Ademaga Mešić osnovao je 1908. Muslimansku naprednu stranku radi promicanja pravaške ideologije i hrvatskog nacionalizma među bosanskohercegovačkim muslimanima i suzbijanja srpskih političko-nacionalnih pretenzija prema Bosni i Hercegovini.

## Također pogledajte
- Bosanski sabor
- Srpska narodna organizacija